# Crepidium micranthum
Crepidium micranthum là một loài thực vật có hoa trong họ Lan. Loài này được (Hook.f.) Szlach. mô tả khoa học đầu tiên năm 1995.